# Урізька готика
Урізька готика — роман української письменниці Галини Пагутяк, який вона вважає найкращим своїм твором. Вперше опублікований видавництвом «Дуліби» у 2009 році.

## Історія створення
Роман частково заснований на реальних подіях, що відбувалися у Нагуєвичах у 1831 році під час епідемії холери. В поширенні хвороби були звинувачені мешканці села, яких вважали опирами. Сільська громада вчинила самосуд, спаливши їх на вогні.
Дана історія була занотована І. Франком під назвою «Спалення упирів у селі Нагуєвичі в 1831 р.».
За словами самої письменниці, її «настільки ця розповідь вразила, що переслідувала кілька років. Написала…тою мовою, якою була написана та давня оповідь».

## Основні персонажі
- Петро Безуб'як, селянин, господар, уродженець Нагуєвичів, мешканець Урожа;

- Орест (Орко), його син чотирнадцяти років;

- Орися, донька Петра, чотирьох років;

- Отець (егомость) Антоній, місцевий священник;

- Юліан Стеблинський, фотограф, мандрівник;

- Влодко, товариш Юліана;

- Болеслав Комарницький, власник маєтку в Урожі.

## Сюжет
Події, викладені в романі, відбуваються наприкінці ХІХ століття в Урожі.
У Петра Безуб'яка за нетривалий час помирають його дружина Марія та молодша дитина, донька Орися. Він залишається із сином Орестом, якого не відпускає від себе, намагаючись оберегти від будь-якої загрози.
Серед загроз він бачить насамперед своїх родичів із сусіднього села Нагуєвичі.
Він розповідає синові, як декілька десятиліть тому у Нагуєвичах громада звинуватила у поширенні хвороби тих, кого вважали опирами та вчинила самосуд, спаливши обвинувачених на вогні. Серед закатованих був дід Петра.
Не бажаючи мати ніяких справ зі своїми рідними, Петро переїхав до Урожа.
Але на похорон Орисі приходе вуйко Митро, його родич, який розмовляє з Орком та запрошує його до Нагуєвичів. Знаючи про рішення Петра триматися подалі від родичів, Митро розраховує переконати Ореста, в якому бачить більшу надприродну силу, повернутися до рідні.
Випадковими ж свідками похорон стають Юліан Стеблинський та його товариш Влодко, які саме в цей час з'являються на селі.
Юліан має на меті зробити декілька гарних світлин, оскільки фотографія є його ремеслом, а Влодко, представник транспортної компанії, — переконати селян переїздити до Америки в пошуках кращої долі.
Перебуваючи в Урожі, вони стають свідками загадкових смертей: без будь-яких ознак насильства загинули спочатку місцевий вчитель, а потім — слуги місцевого дідича пана Болеслава Комарницького.
Урожани вважають смерті вбивствами та підозрюють пана Болеслава, який не є корінним мешканцем Урожа, а відкупив маєток у старої графині. До того ж, після отриманої на війні контузії він не може спати вночі та не виносить денного світла, що є дивним з погляду місцевих мешканців. Його поведінку за замовчанням пов'язують з існуючими віруваннями в опирів.
Отець Антоній, якому відомі давні події у Нагуєвичах, намагається не допустити самосуду та переконати прихожан у хибності їх вірувань; звертає увагу на молитву та обережність.
До розслідування смертей урядник залучає Юліана, який робить знімки місця події.
Юліан впізнає Болеслава, якого фотографував на війні під час його нагородження.
З подальших подій стає відомо про арешт та смерть Болеслава в ув'язненні, а також те, що вбивство слуг насправді скоїв Петро за завданням своєї рідні з Нагуєвичів. Виконання завдання було сплатою за можливість його із Орестом від'їзду до Америки, де він сподівався назавжди позбутися зв'язків із ріднею.

## Сприйняття
Після публікації роман «Урізька готика» став об'єктом багатьох досліджень та отримав схвальні рецензії. Зокрема літературний критик Тетяна Дігай зазначила, що «роман написаний образно і разом із тим, як ґрунтовне наукове, психологічне дослідження, в деякому сенсі — художнє полотно зниклої епохи».
У 2009 році потрапив до короткого списку «Книга року BBC — 2009».